# Adam Gontier
Adam Wade Gontier (ur. 25 maja 1978 w Norwood w Ontario) – kanadyjski wokalista i gitarzysta. 
W 1992 roku wraz z perkusistą Neilem Sandersonem oraz basistą Bradem Walstem założył zespół o nazwie Groundswell, który w 1997 roku zmienił nazwę na Three Days Grace.
W 2004 roku wraz z zespołem wystąpił w filmie „Szansa na sukces” (ang. Raise Your Voice), gdzie zagrał samego siebie śpiewając m.in. piosenki „Home” i „Are you ready”. Wraz z zespołem w 2006r. wystąpił również w drugim sezonie, 9 odcinku serialu „Zaklinacz dusz” (ang. Ghost Whisperer), gdzie zaśpiewał piosenkę pt. „Pain”.
9 stycznia 2013 roku ogłosił na swoim profilu na Facebooku odejście z zespołu Three Days Grace z powodów zdrowotnych. Zespół oficjalnie ogłosił odejście Adama dopiero 17 stycznia.
Od 2015 roku występuje w zespole Saint Asonia.
3 października 2024 roku, Three Days Grace oficjalnie potwierdziło powrót Adama do zespołu.

## Życie osobiste
22 maja 2004 roku ożenił się z Naomi Faith Brewer. Para rozwiodła się w 2013 roku.
W sierpniu 2014 roku Adam ogłosił zaręczyny z Jeanie Marie. Para pobrała się 7 marca 2015 roku.

## Dyskografia
Single
| Tytuł                                            | Rok  | Pozycja na liście | Album          |
| Tytuł                                            | Rok  | FIN               | Album          |
| ------------------------------------------------ | ---- | ----------------- | -------------- |
| Apocalyptica feat. Adam Gontier - "I Don't Care" | 2007 | 13                | Worlds Collide |

Inne
| Album                                         | Rok  | Uwagi                                     | Źródło |
| --------------------------------------------- | ---- | ----------------------------------------- | ------ |
| Apocalyptica – Worlds Collide                 | 2007 | gościnnie śpiew w utworze „I Don't Care”  | [ 10 ] |
| The Monkey Bunch – Power To The Little People | 2010 | gościnnie śpiew w utworze „Gather 'Round” | [ 11 ] |
| Art Of Dying – Vices And Virtues              | 2011 | gościnnie śpiew w utworze „Raining”       | [ 12 ] |